# أبو الحصانية (الكويت)
أبو الحصانية (عند العامة: أبو الحصاني)؛ اسم منطقة من مناطق محافظة مبارك الكبير في الكويت. سُمِّيت بهذا الاسم نسبة إلى كثرة وجود الثعالب في المنطقة، وقد كان أهل الكويت سابقًا يسمون الثعلب: «أبو الحصين».